# 女王陛下のお気に入り
『女王陛下のお気に入り』（じょおうへいかのおきにいり、The Favourite）は、2018年のイギリス・アイルランド・アメリカ合作の歴史コメディ映画。監督はヨルゴス・ランティモス、主演はオリヴィア・コールマンが務めた。共演はエマ・ストーン、レイチェル・ワイズ、ニコラス・ホルトら。18世紀初頭のイングランドを舞台にアン女王の寵愛を奪い合う女性2人のしたたかな攻防を描いた宮廷ドラマである。第91回アカデミー賞では『ROMA/ローマ』と並び最多9部門10ノミネートを獲得し、コールマンが主演女優賞を受賞している。

## ストーリー
18世紀初頭、英国はスペイン継承戦争でハプスブルク家（オーストリア）側に付き、フランス王国との戦争の渦中にあった。しかし、アン女王は健康状態が思わしくなく、親友である側近のマールバラ公爵夫人サラを公私にわたって頼っていた。サラは宮殿内に私室を持ち、女王の寝室への隠し通路と扉の鍵も与えられていた。サラは女王とは少女時代からの親友であり、サラは女王を『アン』や『ミセス・モーリー』と、女王はサラを『ミセス・フリーマン』と互いに呼び合い、さらにサラは女王に忌憚のない意見を述べ、時には女王を平手打ちにしたり貶すことさえあった。そんな中、没落貴族の娘アビゲイル・メイシャムはサラの縁故を頼って宮廷へ上がり、女中となる。
ある夜、女王は痛風の症状に苦しんで錯乱し、サラを一晩中付き添わせる。それを知ったアビゲイルは、薬草を摘み、サラに無断で女王の足に塗った。サラは激怒して、女中頭にアビゲイルを鞭打つよう命じる。女王の寝室では、サラ同席のもと重臣たちが集まり、フランス北部での戦闘計画（マルプラケの戦い）を立てていた。会議の途上、女王は足の痛みが良くなったとつぶやくと、サラはアビゲイルへの処罰を撤回して女官に格上げする。アビゲイルは個室を与えられたことを喜び、サラに身の上を話す。アビゲイルは15歳の時、父親の賭博のカタにされて醜いドイツ人の愛妾となり、以来零落していた。
女王は心身が不安定で、飼いウサギを自分の子供たち（Babiesまたはchildren）と呼んでいた。朝令暮改や気分の変化も頻繁であり、その夜も舞踏会を中座し、サラに車椅子を押させて寝室へ戻る。女王の寝室には、偶然アビゲイルがおり、彼女は女王とサラが同性愛関係であることを目撃してしまう。
アビゲイルには、若くてハンサムなサミュエル・マシャム大佐や、戦争継続に反対する政治家ロバート・ハーレーが接近する。ハーレーはアビゲイルを夜の散歩に誘い出し、女王とサラ、そしてゴドルフィン首相（大蔵卿）の情報を教えるよう迫るが、アビゲイルが拒否すると容赦なく坂の下へ突き飛ばした。アビゲイルはもんどりうって倒れてあぜ道に転がり落ちた。ハーレーはよく考えろと言い残して去る。強気なアビゲイルも落胆し、従うほかなかった。
サラは男装し、乗馬や鴨撃ちを楽しむことがあった。サラがアビゲイルに鴨撃ちを教えている時、アビゲイルはハーレーからスパイの依頼があったことをサラに打ち明ける。この時、アビゲイルは女王とサラの『秘密』を知っていることを仄めかすと、サラはわざと空砲をアビゲイルに向けて撃ち、警告する。実家が没落し安定を望むアビゲイルに対し、サラは夫マールバラ公爵ジョンを最前線に差し出し、自ら信じる正しい道を貫こうとする。
サラは女王の意志決定を半ば代行し、宮廷を公私にわたり取り仕切っていたが、その専横的な姿勢が目立ってきたため、女王は徐々にサラを疎ましく思うようになった。しかし、サラはそれに気付かないまま、自身が多忙の時にアビゲイルを女王の側に遣わすようになった。アビゲイルは、17回妊娠したが子供たち全て喪った女王の気持ちを汲み取り、子供たちの身代わりである17羽のウサギを可愛がる。さらに、女王にお世辞を言ったり、女王の体調に合わせてダンスをして気にいられる。ある夜、アビゲイルは女王の『足を揉む』際、同性愛関係となり、サラはそれを目撃したが無言で立ち去る。
翌日、サラはアビゲイルに本を投げつけ、激しく叱責して追い出す。しかし、アビゲイルは投げつけられた本を使って自傷し、逆に女王に苦境を訴える。サラは女王にアビゲイル追放を進言するが、先手を打っていたアビゲイルの姿を見て愕然とする。女王はアビゲイルが『口でしてくれた』ことも理由に、すでに寝室付の女官に任命していた。
アビゲイルにとって、女王の寵愛を受けて権力を掌握することは生家復興の大チャンスに外ならず、サラとアビゲイルの間で女王の寵愛をめぐる激しい闘争が始まった。女王も、二人が自分を愛してくれるのを面白く感じる。
ついに、アビゲイルはサラの紅茶に毒を盛る。サラは紅茶を口にした後、直ちに退下したが、帰途に落馬して重傷を負い行方不明となる。女王はサラの今までの言動から、自分の気を引くために姿を消したと考え、捜索を行わなかった。アビゲイルはこの隙に、ハーレーを女王に接近させ、彼を通じて女王にマシャム大佐との結婚と年2000ポンドの年金を認めてもらい、ついに貴族社会に復帰する。
しかし、アビゲイルも女王も、サラ不在にかえって不安や恐怖が募り、ついに捜索を行う。サラは娼館に匿われており、回復した所で売春をさせられそうになる。貴族の客はすぐにサラの正体に気付き、顔に傷を負ったサラは怒りとともに宮廷へ戻る。サラは貴婦人となったアビゲイルに平手打ちを喰らわせ、その勢いのまま女王にアビゲイルの追放を要求し、同性愛関係の証拠となる手紙を公開すると迫るが、女王は彼女を疎ましく感じる。
女王はついにサラと決別を決心し、彼女の助けなしに議会で演説を行う。そしてゴドルフィン首相を更迭し、ハーレーを新首相に就任させ、戦争終結の意思を明白にする。サラは宮殿から追放されることとなり鍵も没収される。サラは、扉越しに女王に話しかけ、手紙を捨てたことや、お世辞を言わない誠実さが自分の愛情だったと語ることで、アビゲイルを批判する。しかし、虚偽でも優しさを求めていた女王との溝は埋まらなかった。
さらにサラの夫マールバラ公の、戦地からの帰還が争論となる。ゴドルフィンはサラとアビゲイルの双方を訪問し、和解への糸口を探る。サラは女王に謝罪の手紙を書こうとするが、本音が飛び出してなかなかまとまらない。女王はサラからの手紙を心待ちにするが、アビゲイルの画策により、ついに手に届くことは無かった。女王は、結局アビゲイルの進言通り、公金の横領を理由にマールバラ公爵夫妻を国外へ追放する。追っ手の姿を見つつ、サラは夫に「イングランドはうんざりしたから、国外へ」と強気の態度を崩さなかった。
こうして宮中で上り詰めたアビゲイルだが、サラを失い心身の衰えが顕著となった女王への態度もいい加減なものになっていく。女王は、別室でのウサギの異常な鳴き声から、愛するウサギたちをアビゲイルが虐待していると判断し、彼女の冷酷な性格に気付く。アビゲイルを呼び出し、女王は寝室で立ったまま、アビゲイルに足を揉ませ、さらに彼女の頭を押さえつける。女王とアビゲイルの、虚しさの入り混じった表情に、無垢なウサギたちの映像が重なり、物語は終わる。

## キャスト
※括弧内は日本語吹替
- アン女王 - オリヴィア・コールマン（永木貴依子）
- アビゲイル・メイシャム - エマ・ストーン（武田華）: サラの親族。
- マールバラ公爵夫人サラ - レイチェル・ワイズ（小林さやか）: 女王の親友で、側近。
- ロバート・ハーレー - ニコラス・ホルト（野島健児）: 政治家。アビゲイルの遠縁。
- サミュエル・マシャム大佐 - ジョー・アルウィン（KENN）: 若い貴族。
- マールバラ公爵ジョン - マーク・ゲイティス（木村靖司）: サラの夫。陸軍軍人。
- シドニー・ゴドルフィン - ジェームズ・スミス（英語版）（牛山茂）: 首相（大蔵卿（英語版））。
- メイ - ジェニー・レインズフォールド（清水はる香）: 娼館の女主人。

## 史実との相違
史実及び実在人物を題材としているが、衣装には現代的な要素（デニム、モノトーン配色）等が取り入れられている。
史実ではアビゲイル・メイシャムが宮廷に上がったのが1702年頃であり、1709年のマルプラケの戦いでの損害から、1710年にマールバラ公爵ジョンとサラ夫妻が女王の信頼を損ね、ゴドルフィン首相が更迭されるまで8年余りを要している。
しかし、作中では、実在の出来事が登場するものの時間軸に触れられることはほぼ無い。またこの間、1708年に逝去したアン女王の夫ジョージ王配も登場せず、1707年の国号変更や、フランス王国等との北米大陸における戦争にも触れられていない。
当時の英国では、大蔵卿（Lord High Treasurer）が閣僚の首席（首相に相当）であった。その俗称である「首相」（Prime Minister）が使用されるのは19世紀初頭以降で、正式な官職となるのは20世紀である。しかし、作中では、「Prime Minister」の語が用いられ、その日本語字幕は「大蔵卿」となっていた。

## 製作
2015年9月、ヨルゴス・ランティモスが本作の監督に起用され、オリヴィア・コールマンとエマ・ストーン、ケイト・ウィンスレットに出演オファーが出ていると報じられた。10月、ウィンスレットの代わりにレイチェル・ワイズが起用されることになったとの報道があった。ワイズは本作をコメディ映画と規定した上で「『イヴの総て』より愉快で、性的衝動に突き動かされている作品」と評した。なお、コールマンとワイズがランティモス監督の作品に出演するのは『ロブスター』以来2回目のことである。
2017年2月、ニコラス・ホルトがキャスト入りした。3月、ジョー・アルウィンの出演が決まった。
当初、本作の主要撮影は2016年春に始まる予定だったが、ランティモス監督のスケジュールの都合で1年ずれ込むことになった。本作の主要撮影は2017年3月にハートフォードシャーで始まり、同年5月に終了した。

## 公開
2017年5月、フォックス・サーチライト・ピクチャーズが本作の全米配給権を獲得したと報じられた。2018年8月30日、本作は第75回ヴェネツィア映画祭でプレミア上映された。9月2日にはテルライド映画祭で、28日にはニューヨーク映画祭での上映が予定されており、後者においてはオープニング作品として上映される予定である。10月18日には、ロンドン映画祭で本作が上映された。

## 評価

### 興行収入
2018年11月23日、本作は全米4館で限定公開され、公開初週末に42万2410ドル（1館当たり10万5603ドル）を稼ぎ出し、週末興行収入ランキング初登場19位となった。本作は2018年全米公開作品の中で、1館当たりの興行収入が10万ドルを超えた初めての作品となった。

### 批評家の反応
ヴェネツィアでのプレミア上映後に出てきたレビューは絶賛一色であった。インディワイアーのマイケル・ノーディンは本作にA-評価を下し、「主演3人は最高の演技を見せているが、中でもコールマンの演技は傑出しており、女優賞受賞に値するものである。」と述べている。また、『バラエティ』のオーウェン・グレイバーマンは本作を「完璧にカットされたダイヤモンドのような作品」と評している。
本作は批評家から絶賛されている。映画批評集積サイトのRotten Tomatoesには96件のレビューがあり、批評家支持率は95%、平均点は10点満点で8.6点となっている。サイト側による批評家の見解の要約は「『女王陛下のお気に入り』で、ヨルゴス・ランティモス監督はキャスト陣から素晴らしい演技を引き出すと同時に、富裕層への抵抗がなされる時代というタイムリーな副旋律を奏でている」となっている。また、Metacriticには30件のレビューがあり、加重平均値は92/100となっている。